# Province de Tsukushi
La province de Tsukushi (筑紫国, Tsukushi-no kuni) est une des anciennes provinces du Japon située près des provinces de Chikuzen et Chikugo dans l'actuelle préfecture de Fukuoka diminuée d'une grande partie à l'est qui appartient à la province de Toyo. Elle est parfois appelée Chikushū (筑州).

## Sources
- Asiatic Society of Japan. (1874). Transactions of the Asiatic Society of Japan. Yokohama: The Society. OCLC 1514456
- Nussbaum, Louis-Frédéric and Käthe Roth. (2005). Japan encyclopedia. Cambridge: Harvard University Press.  (ISBN 0-674-01753-6 et 978-0-674-01753-5); OCLC 58053128